# Miodówki
Miodówki, koliszki, psylle (Psylloidea) – licząca około 1500 gatunków na całym świecie nadrodzina owadów w obrębie pluskwiaków równoskrzydłych, piersiodziobych (Sternorrhyncha). Koliszki są grupą pokrewną z mszycami (Aphidoidea), mączlikami (Aleyrodoidea) i czerwcami (Coccoidea), z czego najbardziej podobne są mączlikom. W nauce miodówki znane są bardziej jako koliszki bądź psylle. W zapisie kopalnym znane są od jury.

## Budowa
Są to małe, liczące do 5 mm długość owady z aparatem gębowym kłująco-ssącym i wyrostkami twarzowymi na głowie. Trzecia para odnóży skoczna, skrzydła błoniaste, bez żyłek poprzecznych, przednie niekiedy stwardniałe. Na błonie skrzydłowej występują drobne kolce. Odżywiają się sokami roślinnymi. Wiele koliszków związanych jest ściśle z określonymi gatunkami roślin, np. Psylla mali znana jako miodówka jabłoniowa występuje wyłącznie na jabłoni domowej (Malus domestica) lub dzikiej (M. silvestris). Największe znaczenie gospodarcze w Polsce mają dwie miodówki występujące na gruszach: miodówka gruszowa czerwona (Cacopsylla pyrisuga) i miodówka gruszowa plamista (Cacopsylla pyri).
Potoczna polska nazwa miodówki pochodzi od dużej ilości spadzi produkowanej zwłaszcza przez stadia larwalne w wyniku nadmiaru cukru przyjmowanego z soków roślinnych.
W Polsce występuje ok. 110 gatunków, głównie z rodzin: Psyllidae (miodówkowate), Triozidae, i Aphalaridae.

## Biblioteka
- Czesław Jura: Bezkręgowce : podstawy morfologii funkcjonalnej, systematyki i filogenezy. Warszawa: Wydawnictwo Naukowe PWN, 2007. ISBN 978-83-01-14595-8. Brak numerów stron w książce
- Józef Razowski: Słownik entomologiczny. Warszawa: Państwowe Wydawnictwo Naukowe, 1987. ISBN 83-01-07907-X. Brak numerów stron w książce